# Stojer, Dobrici
Stojer (în bulgară Стожер, în română Balagea, în germană Baladscha) este un sat în comuna Dobricika, regiunea Dobrici, Dobrogea de Sud, Bulgaria. 
Între anii 1913-1940 a făcut parte din plasa Ezibei a județului Caliacra, România. În sat au locuit și germani dobrogeni. Lângă localitate a mai existat o așezare (azi dispărută) ce se numea Saragea în timpul administrației românești și Valog în bulgară.

## Demografie
Componența etnică a satului Stojer
     Turci (15,53%)
     Bulgari (54,52%)
     Romi (7,84%)
     Nicio identificare (22,09%)
La recensământul din 2011, populația satului Stojer era de 1.326 locuitori. Din punct de vedere etnic, majoritatea locuitorilor (54,52%) erau bulgari, existând și minorități de turci (15,53%) și romi (7,84%). Pentru 22,09% din locuitori nu este cunoscută apartenența etnică.